# Jan Holmlund
Jan Henry Holmlund (ur. 29 marca 1957 w Gällivare) – szwedzki skoczek narciarski. Najlepsze wyniki w Pucharze Świata osiągnął w sezonie 1979/1980, kiedy zajął 75. miejsce w klasyfikacji generalnej. Raz zdobył punkty PŚ – 12 stycznia 1980 w Sapporo zajął 11. miejsce.
Wystartował w igrzyskach olimpijskich w Lake Placid, ale bez sukcesów. Był dwukrotnie mistrzem Szwecji w skokach: w 1979 i 1980 na dużej skoczni.

## Puchar Świata w skokach narciarskich

### Miejsca w klasyfikacji generalnej
- sezon 1979/1980: 80
- sezon 1980/1981: -

## Igrzyska Olimpijskie
- Indywidualnie
  - 1980 Lake Placid (USA) – 46. miejsce (duża skocznia), 33. miejsce (normalna skocznia)